# AppleTalk
AppleTalk est un protocole de communication d'Apple. Il est employé par les ordinateurs Macintosh depuis 1984, d'abord en tant que partie intégrante du réseau LocalTalk puis en tant que protocole autonome (couches 3 à 5), le plus souvent au sein de trames Ethernet, l'ensemble étant baptisé EtherTalk.

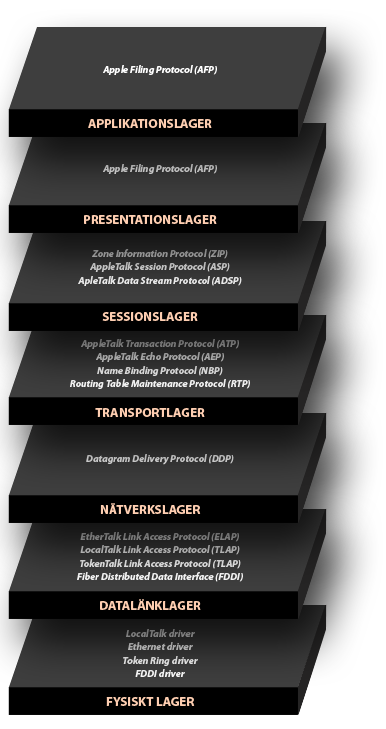
Pile de protocoles d'AppleTalk en relation avec le modèle OSI de communication informatique

Utilisé jusqu'à la version Mac OS X 10.5.x du système d'exploitation, il a disparu dans Mac OS X 10.6. Le protocole TCP/IP et la technologie Bonjour ont définitivement pris le relais.